# Norgesmesterskapet 1974
La Norgesmesterskapet 1974 di calcio fu la 69ª edizione del torneo. La squadra vincitrice fu lo Skeid, che vinse la finale contro il Viking con il punteggio di 3-1.

## Risultati

### Terzo turno
| Squadra 1   | Risultato      | Squadra 2       |
| ----------- | -------------- | --------------- |
| Start       | 3 – 1          | Ulf             |
| Molde       | 4 – 0          | Ørsta           |
| Åssiden     | 0 - 3          | Mjøndalen       |
| Vigrestad   | 2 – 1          | Bryne           |
| Neset       | 3 – 1          | Mo              |
| Tromsø      | 2 - 4          | Bodø/Glimt      |
| Rosenborg   | 8 – 0          | Stjørdals-Blink |
| Odd         | 2 – 0          | Lillestrøm      |
| Fredrikstad | 3 – 1          | Frigg           |
| Viking      | 4 – 0          | Vigør           |
| Røros       | 0 - 1          | Skeid           |
| Os          | 0 - 0 (d.t.s.) | Skarbøvik       |
| Kråkerøy    | 1 - 2          | Sarpsborg       |
| Raufoss     | 4 – 2          | Stabæk          |
| HamKam      | 0 - 0 (d.t.s.) | Jevnaker        |
| Brann       | 4 – 0          | Ny-Krohnborg    |

#### Ripetizione
| Squadra 1 | Risultato | Squadra 2 |
| --------- | --------- | --------- |
| Skarbøvik | 2 - 5     | Os        |
| Jevnaker  | 0 - 4     | HamKam    |

### Quarto turno
| Squadra 1  | Risultato      | Squadra 2   |
| ---------- | -------------- | ----------- |
| Bodø/Glimt | 2 – 1 (d.t.s.) | Rosenborg   |
| Sarpsborg  | 3 – 2          | HamKam      |
| Os         | 0 - 3          | Brann       |
| Viking     | 2 – 1          | Fredrikstad |
| Skeid      | 2 – 1          | Vigrestad   |
| Molde      | 2 – 1          | Neset       |
| Mjøndalen  | 1 - 3 (d.t.s.) | Raufoss     |
| Odd        | 0 - 0 (d.t.s.) | Start       |

#### Ripetizione
| Squadra 1 | Risultato | Squadra 2 |
| --------- | --------- | --------- |
| Start     | 5 – 1     | Odd       |

### Quarti di finale
| Squadra 1  | Risultato      | Squadra 2 |
| ---------- | -------------- | --------- |
| Bodø/Glimt | 2 – 1 (d.t.s.) | Sarpsborg |
| Raufoss    | 0 - 1          | Skeid     |
| Brann      | 2 – 1          | Molde     |
| Start      | 1 - 2          | Viking    |

### Semifinali
| Squadra 1 | Risultato | Squadra 2  |
| --------- | --------- | ---------- |
| Viking    | 5 – 0     | Bodø/Glimt |
| Skeid     | 3 – 1     | Brann      |

### Finale
| Arbitro: | Bergstad |

|                                  |           |             |
| Skjønsberg 40’ Thunberg 52’, 89’ | Marcatori | 50’ Paulsen |

#### Formazioni
| Skeid           |  |                     |
|                 |  |                     |
|                 |  | Per Egil Nygård     |
|                 |  | Harald Gjedtjernet  |
|                 |  | Jan Birkelund       |
|                 |  | Per Christian Olsen |
|                 |  | Georg Hammer        |
|                 |  | Trygve Bornø        |
|                 |  | Frank Olafsen       |
|                 |  | Tor Egil Johansen   |
|                 |  | Bjørn Skjønsberg    |
|                 |  | Stein Thunberg      |
|                 |  | Kai Arild Lund      |
| A disposizione: |  |                     |
|                 |  | Terje Nikolaysen    |